# Жигайловка (Конотопский район)
Жигайловка (укр. Жигайлівка) — село,
Вязовский сельский совет,
Конотопский район,
Сумская область,
Украина.
Код КОАТУУ — 5922081502. Население по переписи 2001 года составляло 45 человек.

## Географическое положение
Село Жигайловка находится на левом берегу реки Езуч,
выше по течению на расстоянии в 1 км расположено село Вязовое,
ниже по течению на расстоянии в 2,5 км расположено село Лобковка (Конотопский городской совет).
Вдоль русла реки проходит несколько ирригационных каналов.
По селу протекает пересыхающий ручей с запрудой.
Рядом проходят автомобильная дорога Т-1910 и
железная дорога, станция Джигаевка.